# منتخب سلوفينيا لكأس فيد
منتخب سلوفينيا لكأس فيد (بالإيطالية: Squadra slovena di Fed Cup)‏ هو ممثل سلوفينيا الرسمي في كرة المضرب في كأس فيد.